# 蓼堤镇
蓼堤镇，是中华人民共和国河南省商丘市睢县下辖的一个乡镇级行政单位。

## 行政区划
蓼堤镇下辖以下地区：
蓼南村、蓼北村、立新村、燕屯村、刘东村、坚庄村、孙吉屯村、周龙岗村、罗阳村、杨庄村、娄河村、张总旗村、申庄村、黎庄村、谢砦村、马坊村、大岗村、高砦村、苗洼村、魏楼村、慢打锣村、彭砦村、大砦村、陈菜元村、西楼村、赵矬村和刘西村。